# Aarewaage
Die Aarewaage (im örtlichen schweizerdeutschen Dialekt Woog) ist ein Wirbel-Phänomen im schweizerischen Fluss Aare bei Aarburg, Kanton Aargau. Sie wurde 1996 in das Bundesinventar der Landschaften und Naturdenkmäler von nationaler Bedeutung aufgenommen.
An der Stelle der Aarewaage weitet sich der Fluss einerseits zu einem breiten natürlichen Hafenbecken und trifft andererseits auf den Felsen, auf dem die Festung Aarburg steht. Der grosse Wirbel, die «Waage», entsteht dadurch, dass die Hauptströmung der Aare am ruhigeren Wasser im Becken vorbeifliesst und dessen Wasserspiegel zyklisch erhöht, verstärkt durch das Umlenken eines Teils der Strömung durch den Festungsfelsen.
Die Aarewaage war mehrfach durch geplante Baumassnahmen in ihrem Bestand oder in ihrem Erscheinungsbild gefährdet. Bei einer nicht realisierten Erweiterung des Kraftwerks Ruppoldingen in den 1950er Jahren wäre das Hafenbecken zerstört worden. In den 1970er Jahren sollte eine Eisenbahnbrücke bei der Aarewaage gebaut werden, jedoch setzten sich landschaftsschützerische Erwägungen durch und die Eisenbahn wurde stattdessen durch den Born-Tunnel geführt.
Im Dezember 2013 stürzte ein Teil der denkmalgeschützten Ufermauer im Bereich der Aarewaage ein. Die Sanierung erfolgte von April bis Mai 2014.